# イェス・モンケ
イェス・モンケ（モンゴル語: Есөнмөнх）は、チャガタイ・ハン国の君主（在位：1246年 - 1251年）。チンギス・カンの次男チャガタイの子。

## 生涯
チャガタイは生前孫のカラ・フレグを自らのウルス（所領）の相続人に指名し、1241年にチャガタイが没した後カラ・フレグがチャガタイのウルスを相続した
。1246年にモンゴル帝国の皇帝に即位したグユクはイェス・モンケを支持し、カラ・フレグに代えて彼をチャガタイ・ウルスの支配者に任命した。
在位中のイェス・モンケは飲酒に耽り、政務は妃と宰相のバハーアッディーン・マルギーナーニーに一任していた。グユクの死後に開催されたクリルタイでチンギス・カンの四男トゥルイの子モンケが新たなカアンに選出されるが、イェス・モンケは即位式への出席を拒否した。1251年にカアンに即位したモンケはカラ・フレグをウルスの支配者の地位に戻し、イェス・モンケの処刑を命令するが、カラ・フレグはモンケの命令を果たす前に没した。カラ・フレグの妃オルガナによってイェス・モンケは処刑され、マルギーナーニーはチャガタイ時代の宰相ハバシュ・アーミドによって処刑された。